# Berge (Nedersaksen)
Berge is een gemeente in de Duitse deelstaat Nedersaksen. De gemeente vormt het meest noordelijke gedeelte van de Samtgemeinde Fürstenau in het Landkreis Osnabrück.
Berge (Nedersaksen) telt 3.568 inwoners.

## Indeling

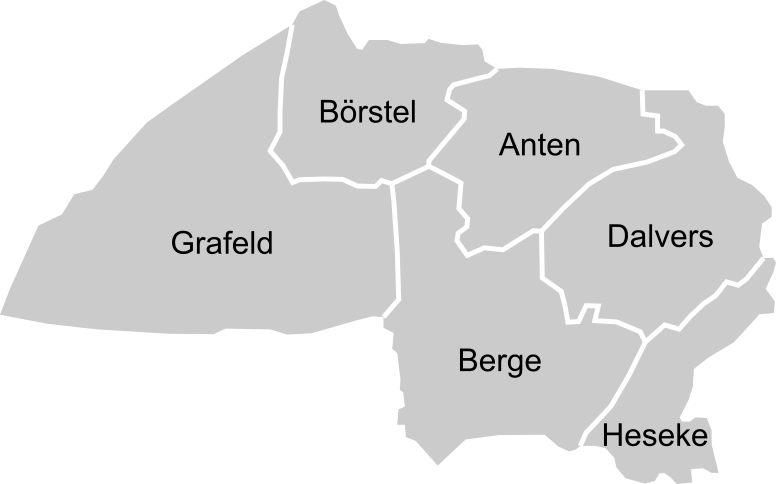
Situering van de Ortsteile van Berge

De deelgemeente Berge had per 31 december 2018 3.547 inwoners, inclusief de gehuchten:
- Anten, 1,5 km ten noorden van het dorp Berge
- Börstel, 10 km ten noordwesten van het dorp Berge, in het uiterste noorden van de Samtgemeinde; bekend om het oude klooster Stift Börstel
- Dalvers, 2,5 km ten oosten van het dorp Berge
- Grafeld, 5 km ten westen van het dorp Berge, ten westen van het naaldbos Börsteler Wald
- Hekese, 4 km ten oostnoordoosten van het dorp Berge

## Stift (sticht) Börstel

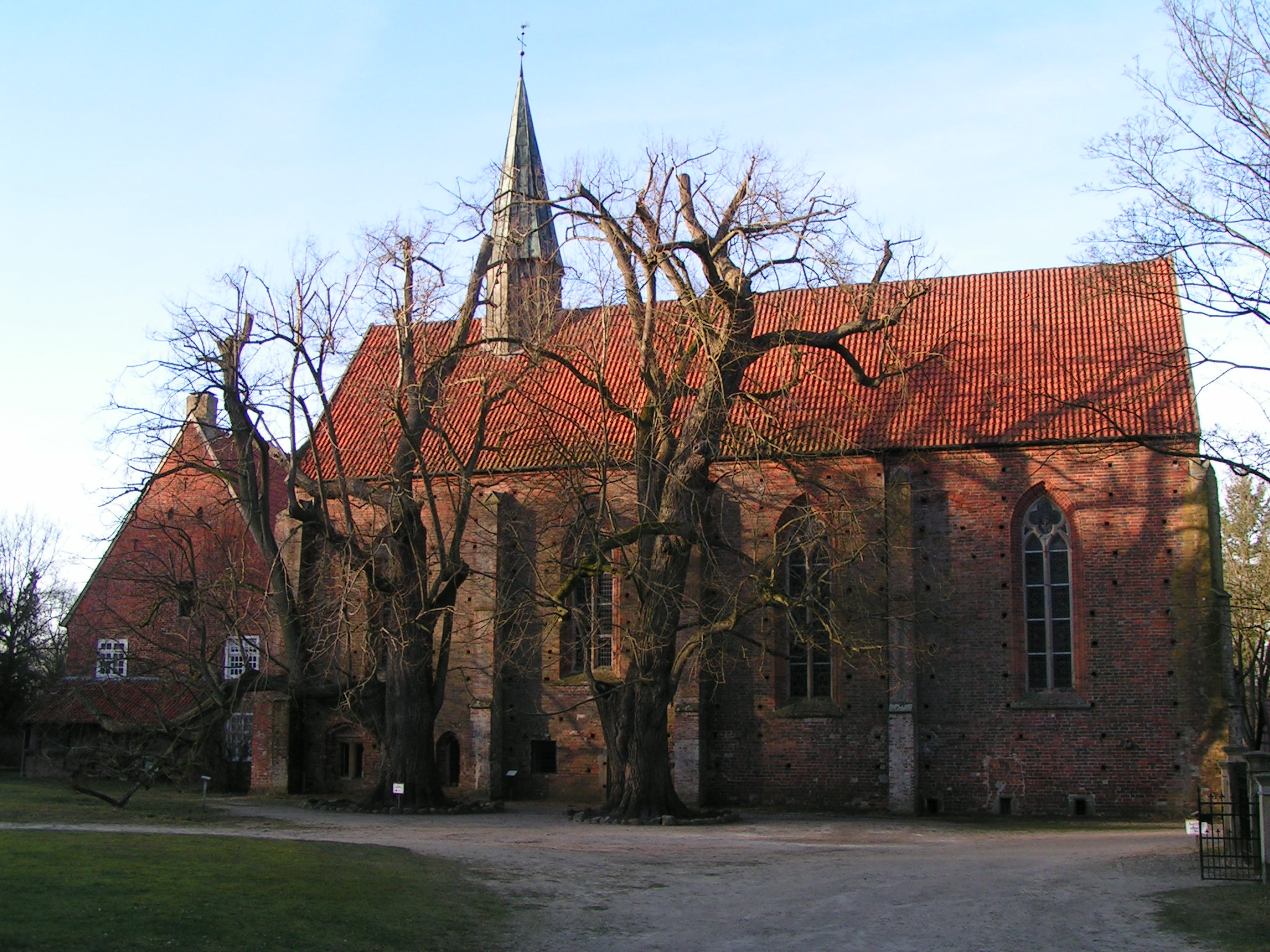
Vrouwensticht Börstel. Stichtskerk, zuidzijde
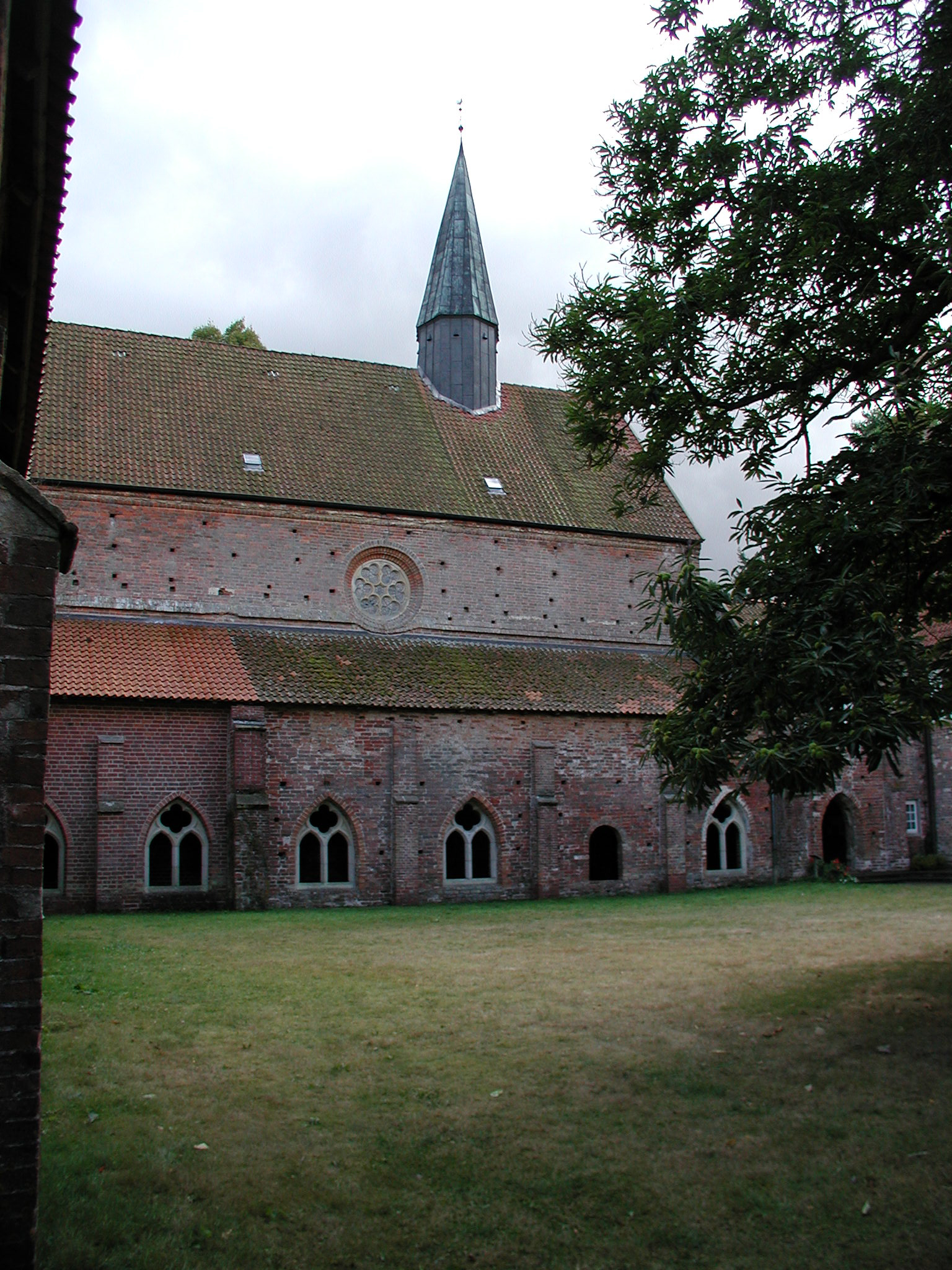
Vrouwensticht Börstel. Stichtskerk, noordzijde en kloostergang
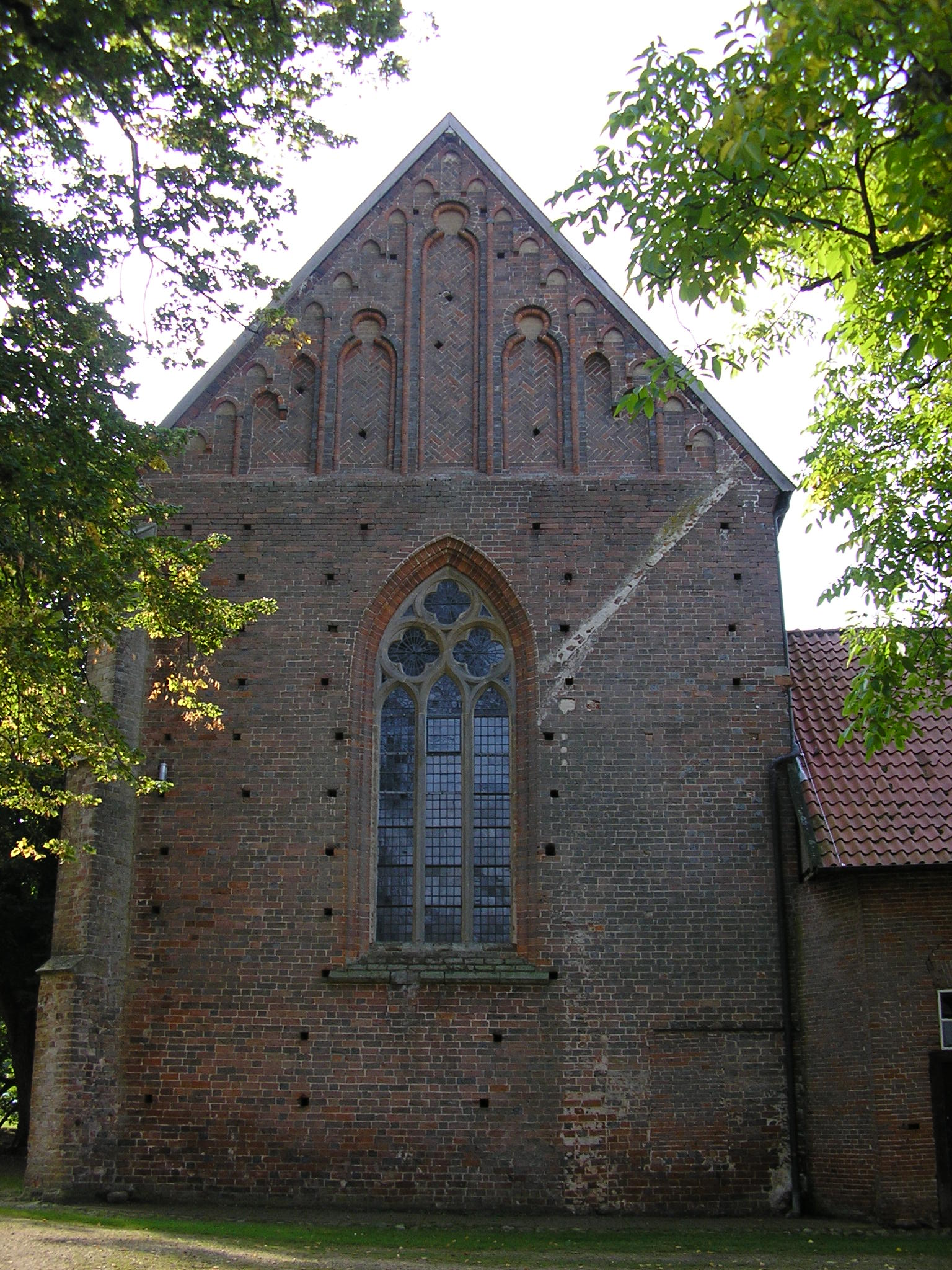
Vrouwensticht Börstel. Stichtskerk, zuidzijde (1)
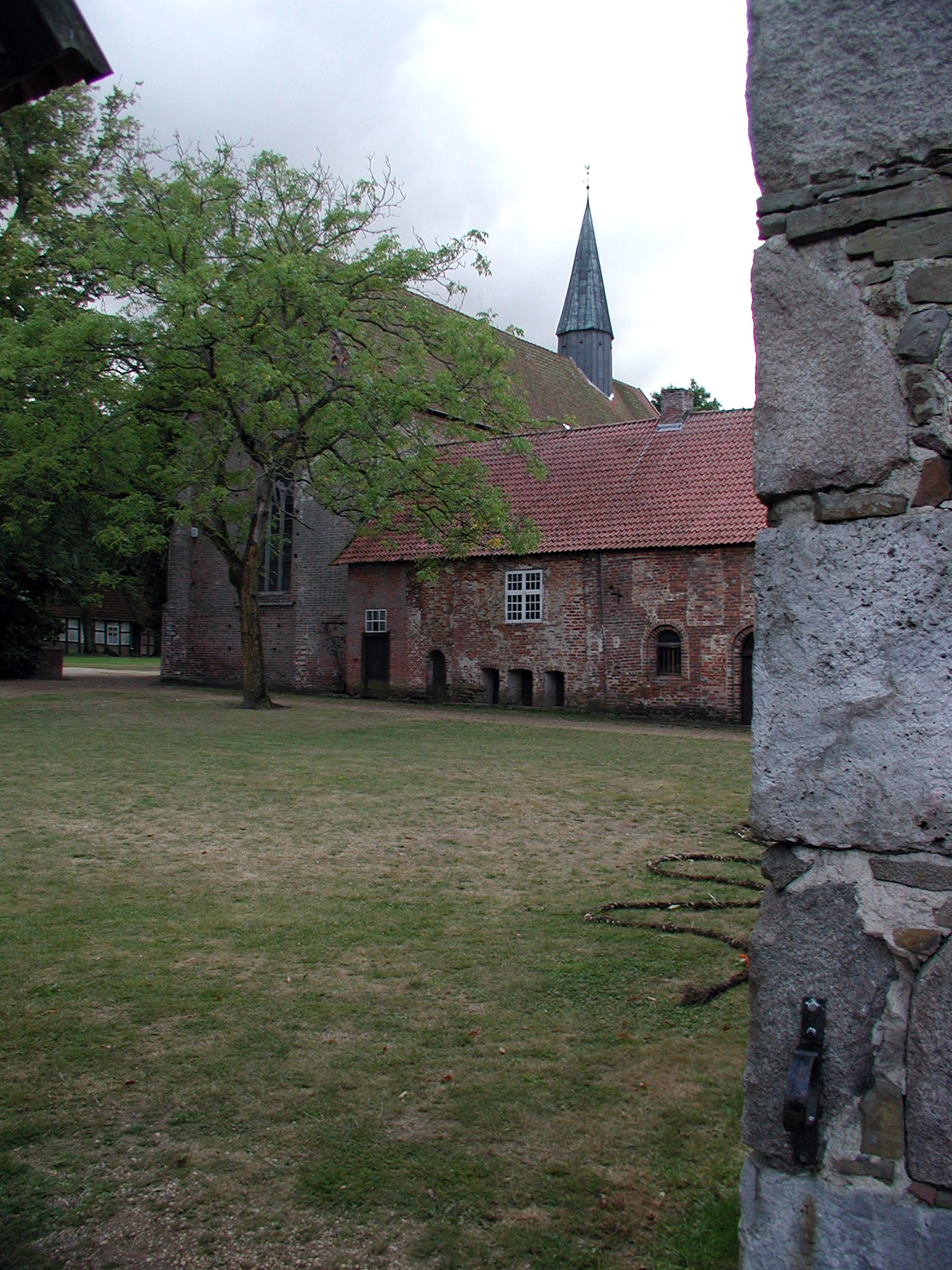
Vrouwensticht Börstel. Stichtskerk, zuidzijde (2)
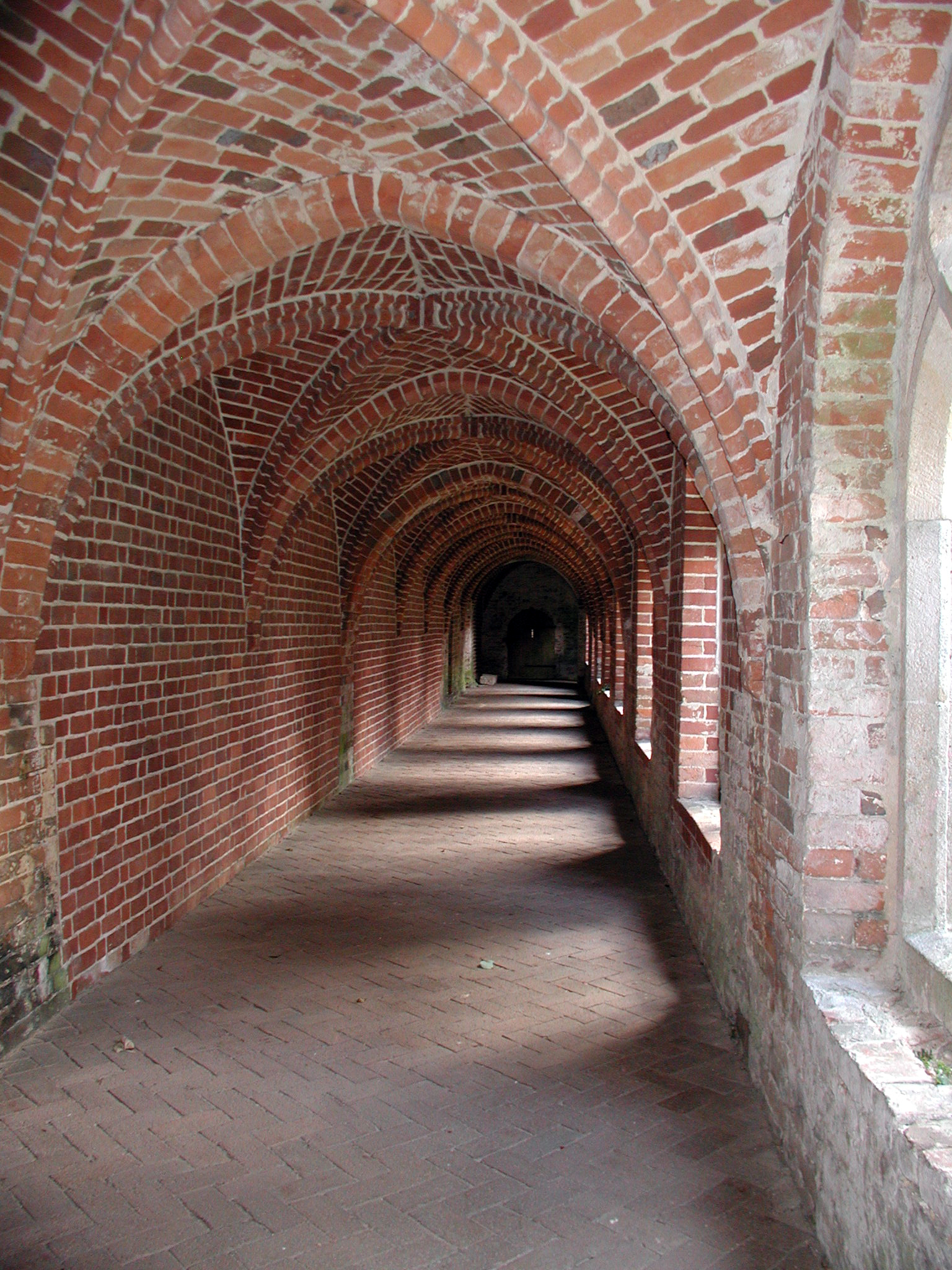
Kloostergang
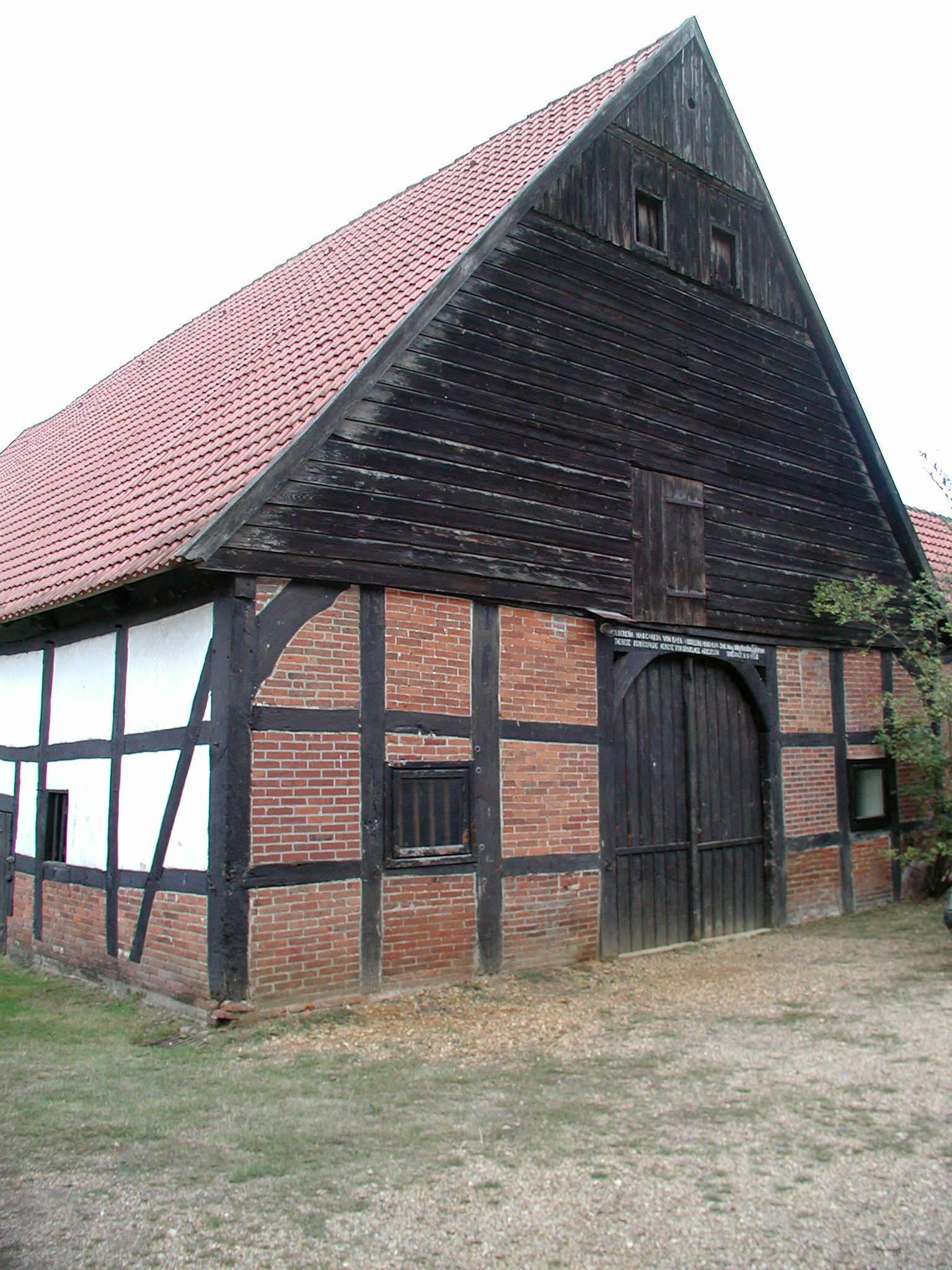
Roggeschuur
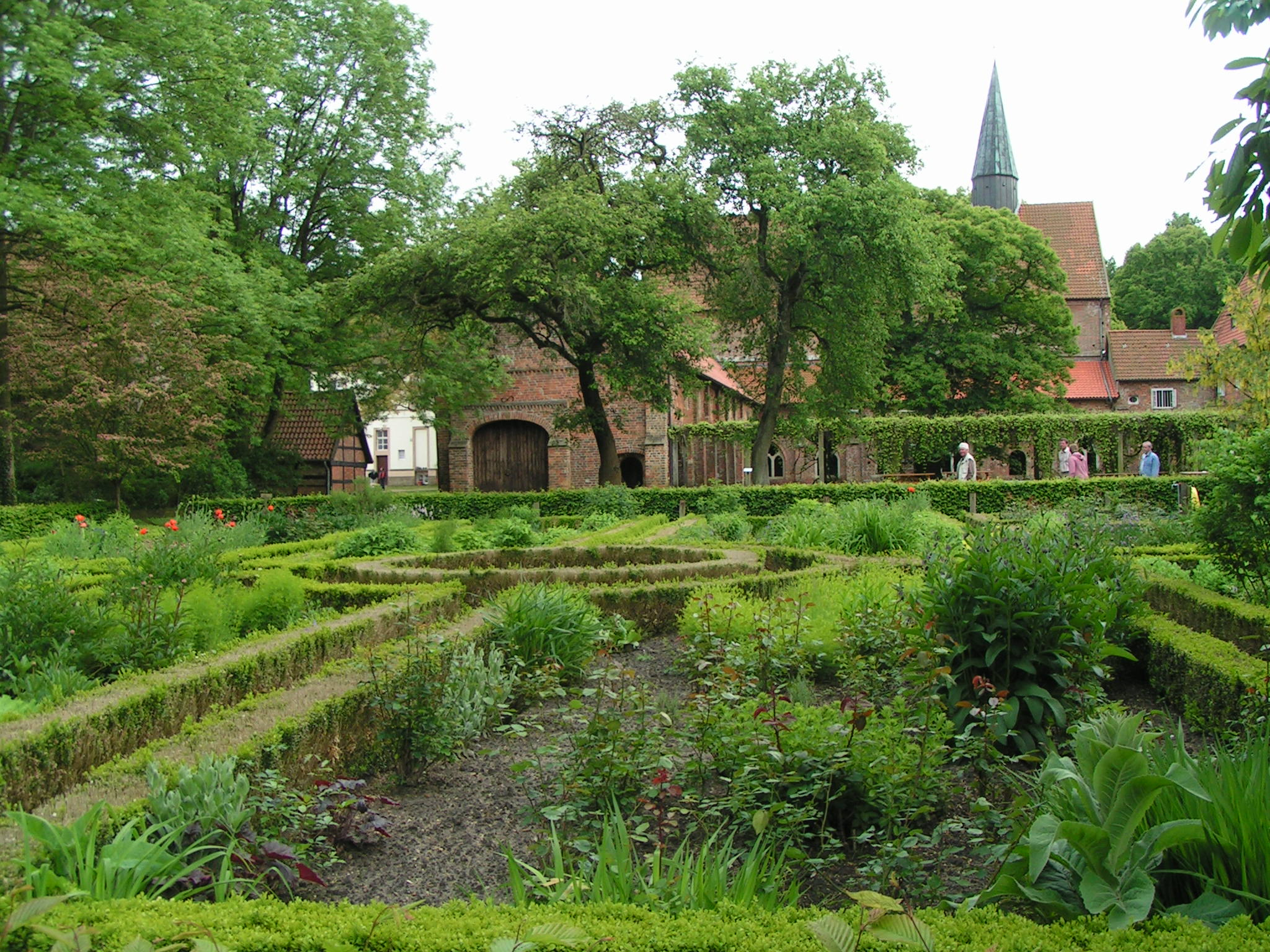
Kloostertuin

Het voormalige cisterciënzer klooster en vrouwensticht te Börstel, dat nog altijd functioneert, is gedeeltelijk te bezichtigen; de bijbehorende kerk wordt niet alleen voor de zondagse eredienst, maar ook voor concerten gebruikt. Bij het kloostercomplex staat een schilderachtig vakwerkhuis, de voormalige Roggeschuur. Het stift heeft een lange en zeer boeiende geschiedenis.

## Hunebedden e.d.
In Berge liggen de Hekeser Steine, onderdeel van de Straße der Megalithkultur. De twee megalieten (A en B) zijn verbonden door een steenrij. Dit is de enige bewaard gebleven steenrij van Duitsland.

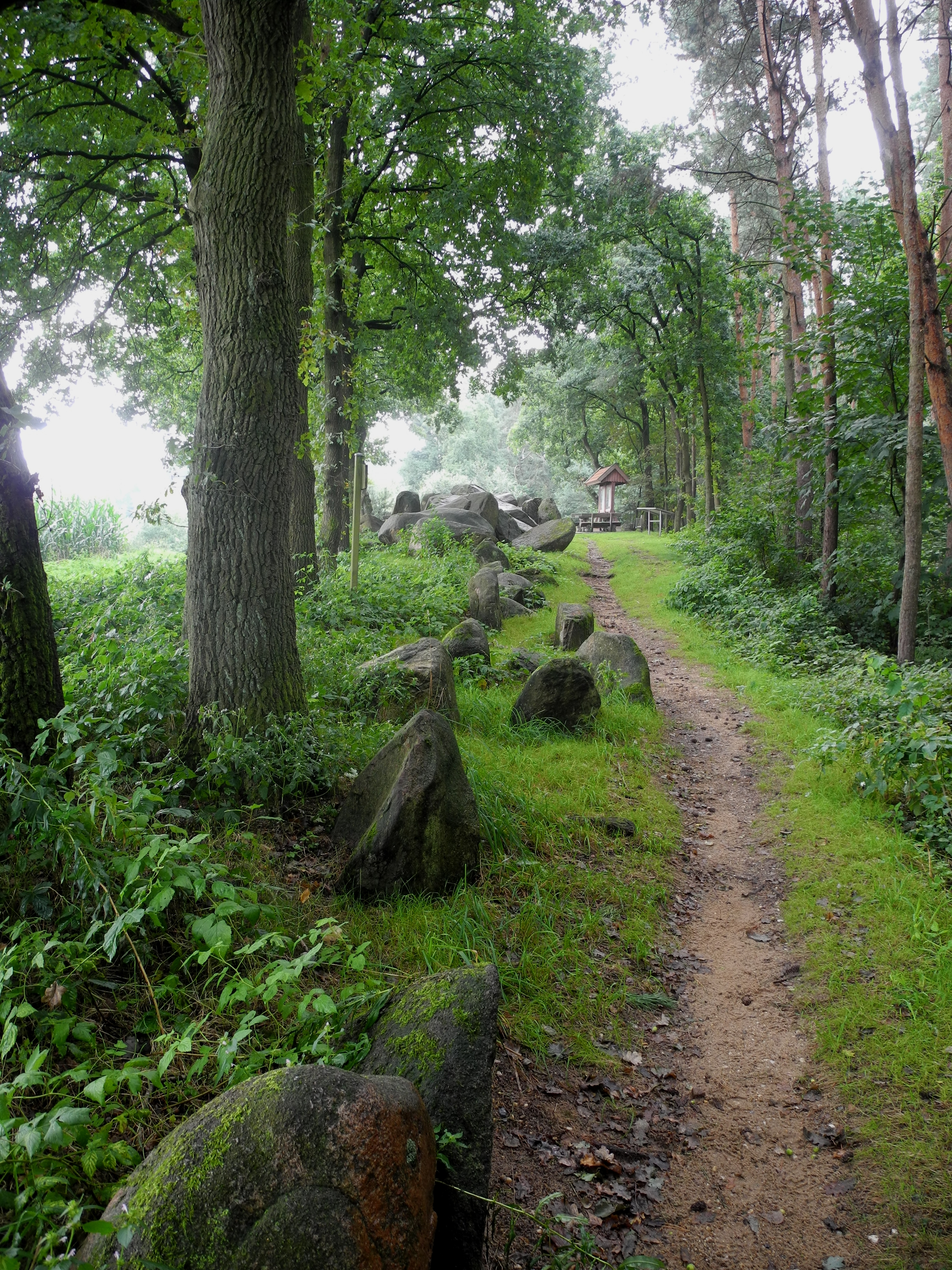
Hekeser Steine; hunebed B en de steenrij, gezien vanaf hunebed A

Voor meer informatie wordt verwezen naar het artikel over de Samtgemeinde Fürstenau.
- Gemeinsame Normdatei: 4245927-8
- Library of Congress Control Number: n92109359
- Nationale Bibliotheek van Israël: 987007533008505171
- Virtual International Authority File: 126812708
- WorldCat: E39PBJj8Jh4cTJWKc8XdRQJkXd

Alfhausen · 
Ankum · 
Bad Essen · 
Bad Iburg · 
Bad Laer · 
Bad Rothenfelde · 
Badbergen · 
Belm · 
Berge · 
Bersenbrück · 
Bippen · 
Bissendorf · 
Bohmte · 
Bramsche · 
Dissen am Teutoburger Wald · 
Eggermühlen · 
Fürstenau · 
Gehrde · 
Georgsmarienhütte · 
Glandorf · 
Hagen am Teutoburger Wald · 
Hasbergen · 
Hilter am Teutoburger Wald · 
Kettenkamp · 
Melle · 
Menslage · 
Merzen · 
Neuenkirchen · 
Nortrup · 
Ostercappeln · 
Quakenbrück · 
Rieste · 
Voltlage · 
Wallenhorst